# Innan lyckan vänder
Innan lyckan vänder, originaltitel Come in Spinner, är en australisk TV-serie från 1990. Den handlar om tre kvinnor som arbetar på en skönhetssalong i andra världskrigets Sydney. I en av huvudrollerna ses Kerry Armstrong.
TV-serien visades i SVT2 hösten 1994.